# Huize Welgelegen (Hardenberg)
Huize Welgelegen is een landhuis in Heemse in de Nederlandse provincie Overijssel. Het huidige gebouw dateert uit 1856.

## Geschiedenis
De schout Arnold Voltelen bewoonde het Schouten- of Scholtenshuis, dat eerder op deze plaats stond. In 1787 wordt voor het eerst de naam Huize Welgelegen gebruikt. In 1800 koopt Christiaan Lodewijk van Rechteren, de schoonzoon van de dichteres Clara Feyoena van Raesfelt-van Sytzama, het huis. Willem van Ittersum, later burgemeester van Stad Hardenberg, werd er op 23 januari 1838 geboren, als zoon van Jan Arent van Ittersum en Theodora Sophia van Foreest. Vóór hem was ook al een Willem geboren, maar die stierf in 1837. Zijn moeder overleed in 1855, en in het jaar erna werd het huis gesloopt en werd door de baron Van Ittersum het huidige landhuis gebouwd. Willem van Ittersum overleed begin december 1915 op het landhuis, een jaar nadat hij gestopt was als burgemeester en zijn vrouw Zwaantine Theodora Walter overleed. Nadat in 1954 de barones van Heemse overleed, werd het gebouw van de Oudheidkamer. Deze is nu gevestigd in het oude stadhuis van Hardenberg. Daarna werd het door de Hervormde Kerk gekocht. Deze verhuurde en gebruikte gedeelten. In 2005 opende notariskantoor Vechtstede, dat eerst aan de Brink gevestigd was, hier na een grondige verbouwing. 
Huize Welgelegen staat dicht bij de Sint-Lambertuskerk en tegenover een ander oud huis: Landhuis Heemse.